# Sterling Morrison
Sterling Morrison (29. kolovoza 1942. – 29. kolovoza 1995.) bio je američki gitarist, bas-gitarist te jedan od osnivača sastava The Velvet Underground. Odigrano sa skupinom 1965. – 1971. Kasnije je nastavio studij. Godine 1996. primljen je u Rock and Roll kuću slavnih kao član Velvet Undergrounda. Umro u 1995 u 53. godine.

## Diskografija

### The Velvet Underground
- The Velvet Underground & Nico (1967.)
- White Light/White Heat (1968.)
- The Velvet Underground (1969.)
- Loaded (1970.)

### Maureen Tucker
- I Spent a Week There the Other Night (1991.)
- Dogs Under Stress (1994.)

### John Cale
- Antártida (1995.)

### Luna
- Bewitched (1994.)

## Vanjske poveznice
- Sterling Morrison u internetskoj bazi filmova IMDb-u (engl.)
- Sterling Morrison na Allmusic
- Sterling Morrison na Discogs